# António Manuel de Vieira
António Manuel de Vieira (¿1682?-1745), conocido en Rusia como Conde Antón Manuílovich Devier (Антон Мануилович Девиер), fue un funcionario extranjero al servicio del Zar Pedro el Grande, que demostró ser un eficiente administrador en San Petersburgo y Siberia.

## Biografía
Probablemente, fue hijo de un judío portugués exiliado en Ámsterdam. Conoció al Zar Pedro durante su estancia en los Países Bajos, y fue su paje, llegando a alcanzar el puesto de ayudante general en 1718.
Después de una aventura galante con la hija de uno de los más prominentes magnates de la Corte, el Príncipe Ménshikov, que concluyó con la boda de Vieira con ella, tras el arbitraje del Zar, fue nombrado jefe de policía en la nueva capital de Rusia, San Petersburgo, donde se acreditó de severo y eficaz funcionario, reprimiendo la delincuencia y bandidaje, antes comunes.
Tras el fallecimiento de Pedro I, Vieira conservó su reputación en la Corte, gracias a la influyente posición de su esposa cerca de la Zarina Catalina I. En octubre de 1726, fue titulado como Conde y admitido en el Senado. Sin embargo, su oposición a los planes de su cuñado de casar a su hija con el futuro Pedro II de Rusia, le costaron el arresto y la tortura. Tras todo ello, Vieira fue exiliado a Yakutia (Siberia). Perdió todos sus bienes y títulos, y allí permaneció exiliado y completamente olvidado durante cuatro largos años.
No obstante, la carrera de Vieira experimentaría un súbito mejoramiento, gracias a la expedición de Vitus Bering, en 1731, que con el fin de establecer un gobierno propio para Ojotsk, marchó al Extremo Oriente. En razón de su capacidad, Vieira fue llamado a Ojotsk y nombrado su gobernador en 1739.
Vieira desempeñó su cargo con la habitual destreza y laboriosidad, levantando un astillero y una escuela náutica. Tras la subida al trono imperial de Isabel I de Rusia, ésta hizo llamar a la Corte a Vieira, al fin, un compañero fiel de su padre Pedro I. De nuevo, fue nombrado jefe de policía de la capital, y le fue restituido su título nobiliario, además de ser nombrado caballero de la Orden de San Alejandro Nevski. Fallecería, poco después, en 1745.